# Кызылту (Мангистауская область)
Кызылту (каз. Қызылту) — упразднённое село в Бейнеуском районе Мангистауской области Казахстана. На момент упразднения входило в состав Акжигитского сельского округа. В 2005 году в связи с малочисленостью населённый пункт включен в состав села Акжигит и исключен из учётных данных.

## География и история
Точное местоположение села не установленно. В справочнике «Казахская ССР. Административно-территориальное деление на 1 января 1986 г.» в составе Акжигитского сельсовета, по мима села Акжигит, значится село Акшимрау расположенное в 60 км от центра сельсовета, местоположение которого также не установлено. В данных переписи 1989 года в составе сельсовета, вместо села Акшимрау указано Кызылту.

## Население
| 1989 | 1999  |
| ---- | ----- |
| 642  | ↗1065 |

В 1999 году население села составляло 1065 человек (541 мужчина и 524 женщины).